# Stefan Göllner
Stefan Göllner (* 26. Dezember 1971) ist ein ehemaliger deutscher Basketballspieler.

## Leben
Der 2,10 Meter große Centerspieler lief für die DJK Köln-Nord, dann für den TV 1860 Lich auf. Mit Lich spielte er in der 2. Basketball-Bundesliga und erreichte 1999 den Aufstieg in die Basketball-Bundesliga, was als größter sportlicher Erfolg der Geschichte der Licher Basketballabteilung eingestuft wurde. In der Bundesliga-Saison 1999/2000 bestritt Göllner 20 Bundesliga-Spiele für Lich und verbuchte im Schnitt 2,9 Punkte sowie 2,3 Rebounds je Begegnung, verpasste mit der Mannschaft aber den Klassenverbleib. Seine Bundesliga-Bestmarke sind acht Punkte, die Göllner im März 2000 im Spiel gegen die SG Braunschweig erzielte. Später spielte er für den TuS BW Königsdorf in der 2. Regionalliga.